# Roddy McDowall
Roddy McDowall, pseudonimo di Roderick Andrew Anthony Jude McDowall (Londra, 17 settembre 1928 – Los Angeles, 3 ottobre 1998), è stato un attore britannico, che ad una esperienza di successo come attore bambino tra il 1938 e il 1944, fece seguire un'altrettanto importante carriera attoriale al teatro, cinema e televisione.

## Biografia
Figlio di un marinaio e di un'aspirante attrice, Roderick McDowall nacque a Londra. Fu iscritto a corsi di elocuzione a cinque anni, e già a dieci anni apparve nel suo primo film, Murder in the Family (1938), dove interpretava Peter Osborne, fratello minore delle sorelle interpretate da Jessica Tandy e Glynis Johns.
Quando all'inizio della seconda guerra mondiale, la madre portò lui e sua sorella Virginia negli Stati Uniti, Roddy era già un attore bambino di grande esperienza. Ottenne la parte di Huw Morgan, figlio minore di una famiglia di minatori di carbone provenienti dal Galles, in Com'era verde la mia valle (1941), di John Ford: in questo film (che ottenne l'Oscar come miglior film dell'anno) recitarono anche Walter Pidgeon, Maureen O'Hara e Donald Crisp. La parte di rilievo avuta nel film e la sua intensa interpretazione diedero anche a Roddy grande popolarità.
Continuò a lavorare come attore bambino in film come Flicka (1943) e Torna a casa, Lassie! (1943), al fianco di un'altra attrice bambina emergente, Elizabeth Taylor; e ancora ne Le chiavi del paradiso (1944) con Gregory Peck, e Le bianche scogliere di Dover (1944) con Irene Dunne. 

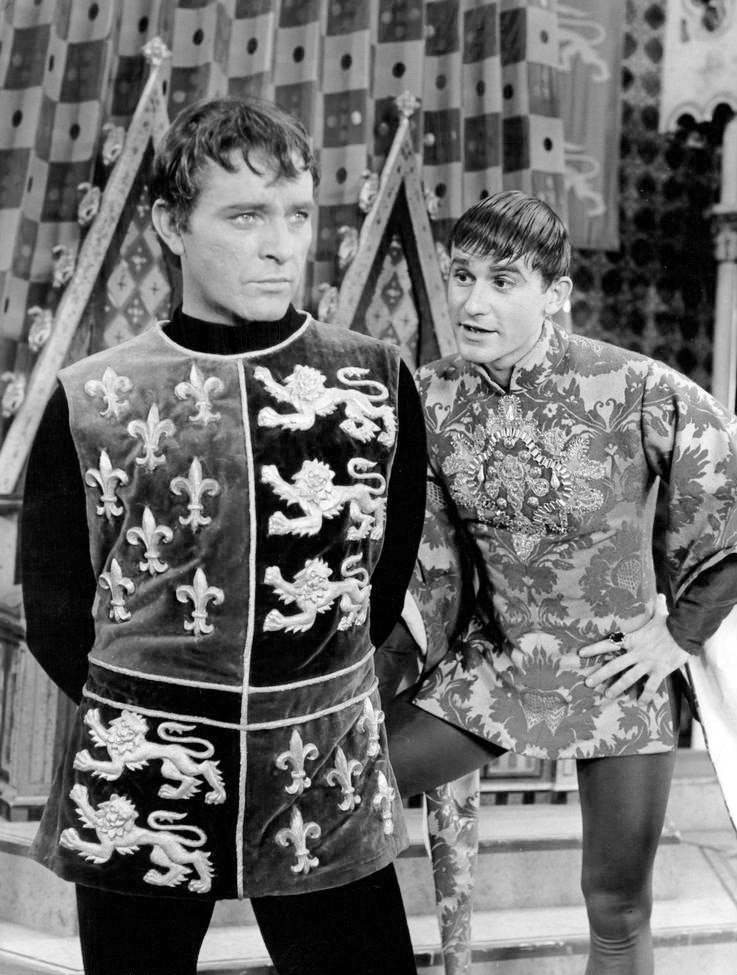
Roddy McDowall nel musical Camelot (1963) con Richard Burton

A 18 anni si trasferì a New York, cominciando la sua carriera di giovane attore interpretando ruoli di gran successo in palcoscenici come Broadway e al Connecticut's Stratford Festival, dove recitò Shakespeare. Negli anni cinquanta e sessanta fu attivo soprattutto in teatro, vincendo un Tony Award in The Fighting Cook (1961), e alla televisione, vincendo lo stesso anno un Emmy grazie a Sunday Showcase (1961).
Acquistò popolarità per la sua partecipazione a quattro dei cinque film della serie Il pianeta delle scimmie (1968-1973). Ebbe altri ruoli di rilievo in pellicole come Cleopatra (1963), It! (1967), L'avventura del Poseidon (1972), Dopo la vita (1973), Pomi d'ottone e manici di scopa (1971), F.B.I. - Operazione gatto (1965), Scavenger Hunt (1979); Delitto sotto il sole (1982), Funny Lady (1975), Classe 1984 (1982), Ammazzavampiri (1985), e Overboard - Una coppia alla deriva (1987).
Interprete di oltre 150 film, attivo anche in teatro e in televisione, McDowall sviluppò un'immensa collezione personale di film, e pubblicò 5 acclamati album di fotografie da lui realizzate. Un cancro al polmone lo stroncò nella sua casa di Los Angeles all'età di 70 anni. L'amica di infanzia Elizabeth Taylor guidò la cerimonia funebre in sua memoria, e le sue ceneri furono sparse nell'Oceano Pacifico.

### Problemi con l'FBI
Nel 1974 l'FBI perquisì la sua abitazione e sequestrò la sua collezione di film e serie tv, nel contesto di un'indagine sulla pirateria. La collezione era formata da 160 pellicole 16mm e oltre 1 000 videocassette. Il valore totale ammontava, secondo alcuni rappresentanti dell'industria cinematografica, a 5 005 426 dollari. L'attore non fu accusato subito perché accettò di collaborare con l'FBI. Si scoprì che quei film non erano stati commercializzati, dato che gli studi distruggevano costantemente le pellicole mal registrate o di poco valore. Gli attori avrebbero quindi potuto impossessarsene prendendole dagli studi, o dal mercato nero, o in altri modi.
Roddy affermò che alcuni li aveva comprati, altri ottenuti tramite scambi. McDowall disse che aveva copiato alcuni film su videocassetta, sia per liberare spazio in casa, sia perché una videocassetta conteneva più minutaggio: in seguito aveva venduto o scambiato le pellicole che non gli interessavano. Disse che collezionava film sia per il suo amore nei confronti del cinema sia per aiutare a proteggere il patrimonio cinematografico, e che collezionava i suoi propri film per studiarsi e migliorare. La faccenda si sgonfiò e McDowall ne uscì senza conseguenze.

## Vita privata
Sebbene McDowall non abbia mai rivelato nulla pubblicamente circa il proprio orientamento sessuale nella sua vita, diversi autori hanno sostenuto che fosse omosessuale. Divenne un caro amico di Peggy Ann Garner, con cui girò The Pied Piper nel 1942 e fu amico di lunga data di Elizabeth Taylor con la quale si conobbero poco più che bambini recitando nel film Torna a casa, Lassie!.
Era un sostenitore del Partito Democratico.

## Filmografia parziale

### Cinema

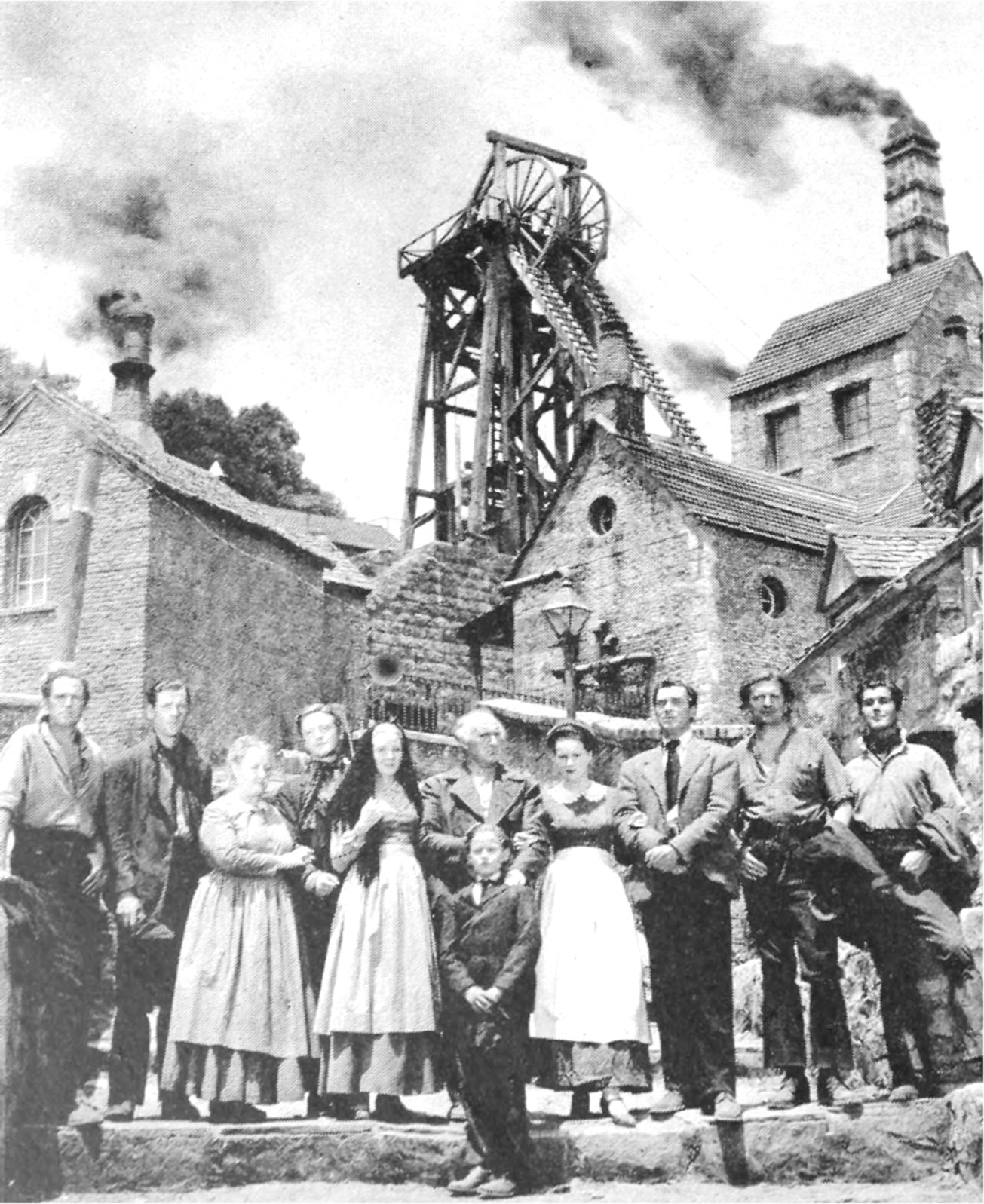
Roddy McDowall, attore bambino, con il cast di Com'era verde la mia valle (1941)

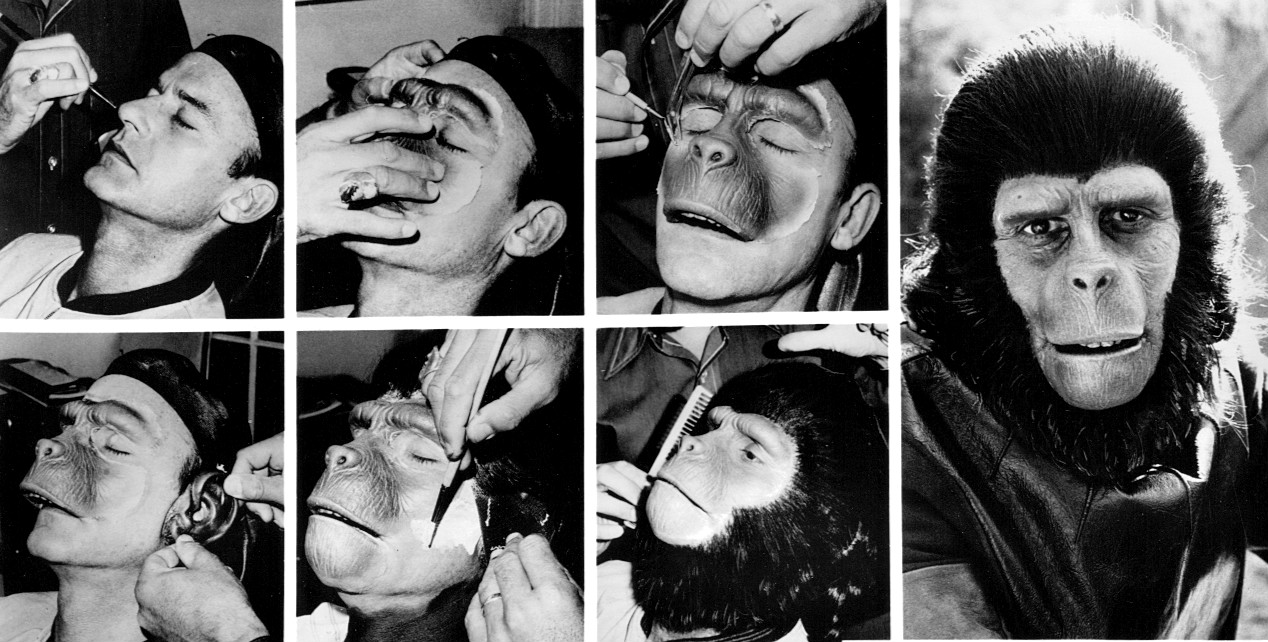
Roddy McDowall al trucco per la serie televisiva Il pianeta delle scimmie (1974)

- Murder in the Family, regia di Albert Parker (1938)
- John Halifax, regia di George King (1938)
- Murder Will Out, regia di Roy William Neill (1939)
- Dead Man's Shoes, regia di Thomas Bentley (1940)
- Confirm or Deny, regia di Archie Mayo e Fritz Lang (1941)
- Com'era verde la mia valle (How Green Was My Valley), regia di John Ford (1941)
- Il figlio della furia (Son of the Fury: The Story of Benjamin Blake), regia di John Cromwell (1942)
- The Pied Piper, regia di Irving Pichel (1942)
- Torna a casa, Lassie! (Lassie Come Home), regia di Fred M. Wilcox (1943)
- Le bianche scogliere di Dover (The White Cliffs of Dover), regia di Clarence Brown (1944)
- Le chiavi del paradiso (The Keys of the Kingdom), regia di John M. Stahl (1944)
- Vacanze al Messico (Holiday in Mexico), regia di George Sidney (1946)
- Macbeth, regia di Orson Welles (1948)
- La volpe rossa (Kidnapped), regia di William Beaudine (1948)
- La nostra vita comincia di notte (The Subterraneans), regia di Ranald MacDougall (1960)
- Merletto di mezzanotte (Midnight Lace), regia di David Miller (1960)
- Il giorno più lungo (The Longest Day), regia di Ken Annakin, Andrew Marton (1962)
- Cleopatra, regia di Joseph L. Mankiewicz (1963)
- Elettroshock, regia di Denis Sanders (1964)
- La più grande storia mai raccontata (The Greatest Story Ever Told), regia di George Stevens (1965)
- Il terzo giorno (The Third Day), regia di Jack Smight (1965)
- Il caro estinto (The Loved One), regia di Tony Richardson (1965)
- Lo strano mondo di Daisy Clover (Inside Daisy Clover), regia di Robert Mulligan (1965)
- F.B.I. - Operazione gatto (That Darn Cat!), regia di Robert Stevenson (1965)
- L'affare Goshenko (L'Espion), regia di Raoul Lévi (1966)
- Lord Love a Duck, regia di George Axelrod (1966)
- Un maggiordomo nel Far West (The Adventures of Bullwhip Griffin), regia di James Neilson (1967)
- Il pianeta delle scimmie (Planet of the Apes), regia di Franklin J. Schaffner (1968)
- Poker di sangue (5 Card Stud), regia di Henry Hathaway (1968)
- Il colpo era perfetto, ma... (Midas Run), regia di Alf Kjellin (1969)
- L'incredibile casa in fondo al mare (Hello Down There), regia di Jack Arnold, Ricou Browning (1969)
- ...E dopo le uccido (Pretty Maids All in a Row), regia di Roger Vadim (1971)
- Fuga dal pianeta delle scimmie (Escape from the Planet of the Apes), regia di Don Taylor (1971)
- Pomi d'ottone e manici di scopa (Bedknobs and Broomsticks), regia di Robert Stevenson (1971)
- 1999: conquista della Terra (Conquest of the Planet of the Apes), regia di J. Lee Thompson (1972)
- L'avventura del Poseidon (The Poseidon Adventure), regia di Ronald Neame, Irwin Allen (1972)
- L'uomo dai 7 capestri (The Life and Time of Judge Roy Bean), regia di John Huston (1972)
- Dopo la vita (The Legend of Hell House), regia di John Hough (1973)
- Anno 2670 - Ultimo atto (Battle for the Planet of the Apes), regia di J. Lee Thompson (1973)
- Zozza Mary, pazzo Gary (Dirty Mary, Crazy Larry), regia di John Hough (1974) - non accreditato
- Funny Lady, regia di Herbert Ross (1975)
- Embryo, regia di Ralph Nelson (1976)
- L'uomo laser (Laser Blast), regia di Michael Rae (1978)
- Il gatto venuto dallo spazio (The Cat from Outer Space), regia di Norman Tokar (1978)
- Messaggi da forze sconosciute (Circle of Iron), regia di Richard Moore (1978)
- Charlie Chan e la maledizione della regina drago (Charlie Chan and the Curse of the Dragon Queen), regia di Clive Donner (1981)
- Delitto sotto il sole (Evil Under the Sun), regia di Guy Hamilton (1982)
- Classe 1984 (Class of 1984), regia di Mark L. Lester (1982)
- Ammazzavampiri (Fright Night), regia di Tom Holland (1985)
- Omicidio allo specchio (Dead of Winter), regia di Arthur Penn (1987)
- Overboard - Una coppia alla deriva (Overboard), regia di Garry Marshall (1987)
- Ammazzavampiri 2 (Fright Night Part 2), regia di Tommy Lee Wallace (1988)
- Galeotti sul pianeta Terra (Doin' Time on Planet Earth), regia di Charles Matthau (1988)
- Il ritorno di Brian (Cutting Class), regia di Rospo Pallenberg (1989)
- Shakma - La scimmia che uccide, regia di Tom Logan e Hugh Parks (1990)
- Bersaglio tutto nudo (Los gusanos no llevan bufanda), regia di Javier Elorrieta (1992)
- Storie d'amore (The Grass Harp), regia di Charles Matthau (1995)
- Star Hunter, regia di Cole S. McKey, Fred Olen Ray (1996)
- A Bug's Life - Megaminimondo (A Bug's Life), regia di John Lasseter (1998) - voce

### Televisione
- General Electric Theater – serie TV, episodio 4x35 (1956)
- The Kaiser Aluminum Hour – serie TV, episodio 1x12 (1956)
- The Alcoa Hour – serie TV, episodio 2x21 (1957)
- Ai confini della realtà (The Twilight Zone) – serie TV, episodio 1x25 (1960)
- Sotto accusa (Arrest and Trial) – serie TV, episodio 1x12 (1963)
- L'ora di Hitchcock (The Alfred Hitchcock Hour) – serie TV, 2 episodi (1964)
- Ben Casey – serie TV, episodio 4x19 (1965)
- Batman – serie TV, episodi 1x29-1x30 (1966)
- I giorni di Bryan (Run for Your Life) – serie TV, episodio 1x25 (1966)
- Squadra speciale anticrimine (The Felony Squad) – serie TV, episodi 2x18-2x19 (1968)
- Mistero in galleria (Night Gallery) – serie TV, episodio 1x00 (1969)
- Colombo (Columbo) – serie TV, episodio 1x06 (1972)
- Il pianeta delle scimmie (Planet of the Apes) – serie TV, 14 episodi (1974)
- Ellery Queen – serie TV, episodio 1x12 (1975)
- Wonder Woman – serie TV, episodi 2x09-3x04 (1977-1978)
- Fantasilandia (Fantasy Island) – serie TV, 5 episodi (1979-1982)
- I predatori dell'idolo d'oro (Tales of the Gold Monkey) – serie TV, 20 episodi (1982-1983)
- La signora in giallo (Murder, She Wrote) – serie TV, episodi 2x04-5x13 (1985-1989)
- Cuore e batticuore - Va dove ti porta il cuore (Hart to Hart: Home Is Where the Hart Is), regia di Peter H. Hunt – film TV (1994)
- Pinky and the Brain – serie TV, 6 episodi (1996-1998) – voce

## Teatro
- Young Woodley (1946)
- Macbeth (1947)
- Misalliance (1953)
- Escapade (1953)
- Julius Caesar (1955)
- The Tempest (1955)
- No Time for Sergeants (1955)
- Good as Gold (1957)
- Compulsion (1957)
- Handful of Fire (1958)
- Look After Lulu (1959)
- The Fighting Cock (1959)
- Camelot (1960)
- The Astrakhan Coat (1967)
- Charlie's Aunt (1975)
- A Christmas Carol: The Musical (1997)

## Riconoscimenti
- Vinse il Broadway's 1960 Tony Award come miglior attore non protagonista in The Fighting Cock.
- L'Academy of Motion Picture Arts and Sciences (AMPAS), nel dicembre 1998 onorò Roddy McDowall per la sua carriera cinematografica, e creò un archivio fotografico, costituito di parecchi milioni di negativi e altro, conosciuto come The Roddy McDowall Photograph Archive, situato alla Margaret Herrick Library.
- Nel 1950 vinse qualche premio come ballerino da sala.
- Hollywood Walk of Fame (Star of Television; 6632 Hollywood Blvd.; February 8, 1960[6])
- Young Hollywood Hall of Fame (1940's[7])

## Doppiatori italiani
Nelle versioni in italiano delle opere in cui ha recitato, Roddy McDowall è stato doppiato da:
- Massimo Turci ne La nostra vita comincia di notte, Cleopatra,[8] Il caro estinto, Il pianeta delle scimmie (film 1968), Pomi d'ottone e manici di scopa, 1999: conquista della Terra, Anno 2670 - Ultimo atto, Ellery Queen
- Gianfranco Bellini in Macbeth, Merletto di mezzanotte, Ammazzavampiri 2, Shakma - La scimmia che uccide
- Cesare Barbetti in Delitto sotto il sole, Funny Lady, Fuga dal pianeta delle scimmie
- Oreste Lionello in F.B.I. - Operazione gatto, Un maggiordomo nel Far West
- Dante Biagioni ne L'avventura del Poseidon, La signora in giallo
- Luciano Melani ne L'uomo dai 7 capestri, Ammazzavampiri
- Corrado Pani in Torna a casa, Lassie!
- Mauro Zambuto in Vacanze al Messico
- Luciano De Ambrosis ne La più grande storia mai raccontata
- Natalino Libralesso in Poker di sangue
- Massimo Giuliani ne Il gatto venuto dallo spazio
- Carlo Reali in The Black Hole - Il buco nero
- Guido Sagliocca ne Il pianeta delle scimmie (serie TV)
- Eugenio Marinelli in Batman
- Renato Cortesi in Colombo
- Gianni Marzocchi in Classe 1984
- Sergio Di Stefano ne Le piccanti avventure di Robin Hood
- Luciano Roffi ne Il giro del mondo in 80 giorni
- Riccardo Rossi in Torna a casa, Lassie! (ridoppiaggio)
- Mino Caprio in Love Boat (ridoppiaggio DVD)

Da doppiatore è stato sostituito da:
- Aldo Stella in Batman
- Mino Caprio in Mignolo e Prof
- Oliviero Dinelli in A Bug's Life - Megaminimondo
- Giovanni Petrucci in Superman: The Animated Series